# Кайф с доставкой
«Кайф с доставкой» (англ. High Maintenance) — американский комедийно-драматический теле- и веб-сериал, созданный бывшими мужем и женой Беном Синклером и Катей Бличфельд. Шоу повествует о безымянном торговце марихуаной, который развозит по Нью-Йорку свой продукт. Каждый эпизод рассказывает о разных случайных людях, которых объединяет то, что они все закупаются у одного наркоторговца, которого играет один из создателей сериала, Бен Синклер.

## Выпуск
Первоначальная премьера веб-сериала была запущена на видеохостинге Vimeo, 9 ноября 2012 года. Спустя 4 года после пилотного выпуска, 16 сентября 2016 года телеканал HBO запустил в ротацию «Кайф с доставкой» как шестисерийный сериал. Премьера второго сезона шоу HBO состоялась 19 января 2018 года.
21 февраля 2018 года HBO объявили о продлении шоу на 3 сезон.

## Содержание
Сюжет шоу вращается вокруг торговца марихуаной, который доставляет товар своим клиентам на велосипеде. Когда кто-то делает заказ, герой садится на велосипед и стремится доставить товар покупателю. В каждой серии освещается две или три жизненные истории клиентов главного героя, которого все называют просто «Чувак». Обычно эти жизненные истории наполнены хаосом жизни людей в мегаполисе, которые, порой, изливают душу своему драгдилеру. По ходу сериала выясняется, что Чувак вовсе не главный герой сериала, как это может показаться в начале просмотра, а, скорее, связующее звено между жизнями своих клиентов. Так, зрителю практически ничего не рассказывается о том, кто такой Чувак, и даже не называется его настоящее имя. В процессе просмотра зрителю может показаться, что он заходит в гости к каждому участнику эпизода и ненадолго погружается в его быт.

## История создания
Синклер рассказывает, что на создание веб-сериала его вдохновили такие телевизионные шоу, как «Клиент всегда мёртв» и «Мастера вечеринок».
В июне 2014 года видеохостинг Vimeo объявил, что веб-сайт предоставит финансовую поддержку для предстоящих эпизодов оригинального веб-сериала на базе платформы «Видео по запросу».
Vimeo профинансировала шесть эпизодов «Кайф с доставкой», прежде чем на шоу обратила внимание HBO. Три эпизода были выпущены 9 ноября 2014 года, а остальные три — 5 февраля 2015 года.